# 久下真音
久下 真音（くした まいん、Kushita Mine）は、日本のソングライター、編曲家。ハイキックエンタテインメント所属。

## 略歴
2008年、U-ZYと倉田主税の音楽ユニットとして生田真心を結成、ハイキックエンタテインメントに所属する。
数々のアーティストに楽曲提供を行っていたが、2014年に倉田が所属事務所を移籍。生田真心名義は倉田が継続、U-ZYは久下真音に改名しそのまま同事務所に在籍している。
ちなみに、久下真音（Kushita Mine）は生田真心（Ikuta Machine）のアナグラムである。

## 楽曲提供
（生田真心名義の提供作品は当該記事を参照）

### アイドル・声優・アーティスト
アイドルカレッジ
- 「ラブ/ライク」（作詞・作曲・編曲）
- 「トゥルーエンド プレイヤー」（作詞）
- 「光の中へ」（作詞）
- 「せいしゅんしもべティック」（編曲）

i☆Ris
- 「アルティメット☆MAGIC」（編曲）

青い
- 「推しあわせ」（作詞・作曲・編曲）

亜咲花
- 「Ready Set Go!!」（金子麻友美と共作曲、編曲）

あたし
- 「そっか」（作曲・編曲）

あゆみくりかまき
- 「HAVE A NICE DAY,世界」（あゆみくりかまきと共作詞）

ARCANA PROJECT
- 「1・2・3!」（作曲・編曲）
- 「ヒトリガタリ」（作曲・編曲）
- 「TWO of WANDS」（作曲・編曲）
- 「Hello True my heart」（作曲・編曲）
- 「ドンケア」（作曲・編曲）

イケてるハーツ
- 「Believe In My Dreams」（編曲）
- 「オトメゴコロ」（作詞・作曲・編曲）

上坂すみれ
- 「ミッドナイト♡お嬢様」（編曲）

HR
- 「ギュッとなる」（編曲）

A応P
- 「自転車に花は舞う」（編曲）

エラバレシ
- 「逆境ノンフィクション」（編曲）
- 「女の子たちのbattlefield」（編曲）

遠藤ゆりか
- 「knight-night.」（編曲）

小野小町
- 「いまひとたび」（共作曲・編曲）

KAMOがネギがしょってやってくる!!!
- 「エとセとラ」（作詞・作曲・編曲）

KissBee
- 「LOVEすぎて死亡っ!!(仮)」（編曲）
- 「フリックフラック」（編曲）
- 「OKAWARIパラドクス」（編曲）
- 「えす・あ～る・わい」（作曲・編曲）
- 「ラブカル☆みるみるティショん」（編曲）
- 「あのねのね」（編曲）
- 「Rolling!!!!!!」（編曲）
- 「Re☆universe」（編曲）
- 「セカイcolor」（作曲・編曲）

CANDY TUNE
- 「レイドバックジャーニー」（作曲・編曲・共作詞）

CUTIE STREET
- 「ハルフレーク」（作曲・編曲）

Cupitron
- 「サマーカイジュウ」（作曲）
- 「電子計算機の夢」（作曲）
- 「ロボットボーイ ロボットガール」（作曲）
- 「宇宙でミルクココア」（作曲）
- 「テクノテクノ」（作曲）
- 「一分間だけ夢を見る」（作曲）

Clef Leaf
- 「Everlasting First Kiss」（作曲・編曲）
- 「ハートを見せて」（作曲・編曲）

CRAYON POP
- 「We are Pirates!」（編曲）

さくら学院
- 「Capsule Scope」（編曲）

ザ・コインロッカーズ
- 桜なんか嫌いだ（共作曲）（金子麻友美と共作）

佐土原かおり
- 「To Be Continued?」（編曲）

清水良太郎
- 「ONLY LOVE」（編曲）

Shine Fine Movement
- 「アリスのしっぽ」（作曲・編曲）
- 「シンクロ」（作曲・編曲）
- 「ダンシングドリーマー」（作曲・編曲）

JUNHO
- 「DSMN」（作詞）

Juliet
- 「結婚報告」（編曲）

純情のアフィリア
- 「非合理的かつ訂正不能な思い込み」（編曲）
- 「Spell☆Of☆Love」（編曲）

SWEET CUTIE LOVELY DELUXXX
- 「アイドル君主論」（編曲）
- 「シンギュラリティ」（作曲・編曲）

鈴木愛奈
- 「月夜見Moonlight」（編曲）

ゴクドルズ
- 「ありがとう」（編曲）

すたーふらわー
- 「5song」（編曲）

SNUPER
- 「My babe」（作詞・編曲）
- 「Like Star」（作詞）

関智一
- 「君に贈る歌」（作曲）

センラ
- 「Dolce Vita」（作詞・作曲・編曲）
- 「Spicy」（作詞・作曲・編曲）
- 「Lie or Truth」（作詞・作曲・編曲）

ソ・イングク
- 「君の色」（作詞）
- 「Good-Bye Dear」（作詞）
- 「瞳の中のフォトグラフ」（作詞）
- 「Open your eyes」（作詞）

SOLIDEMO
- 「Closer to you」（作詞・作曲・編曲）

ダイアナ・ガーネット
- 「secret base 〜君がくれたもの〜」（編曲）

チーム・ハンサム!
- 「Never Let Go!」（作詞）

ツキクラ
- 「I need you」（編曲）

つりビット
- 「寿司パラダイス」（編曲）
- 「おさかなソング」（作曲・編曲）
- 「アイツのひざだっこ」（作曲・編曲）
- 「爆釣御礼」（作曲・編曲）
- 「'Cause you make me happy」（作詞・編曲）
- 「A Color Summer!!」（作詞）
- 「不思議な旅は続くのさ」（作詞・作曲・編曲）
- 「ハピハピフィッシングデート」（作詞）
- 「Piece of Cake」（作詞）
- 「終わらない Summer Breeze」（編曲）
- 「TOKYO WONDER GIRL」（編曲）
- 「プリマステラ」（作詞・編曲）
- 「おさかなソング」（作曲・編曲）
- 「My Victory」（作曲・編曲）

TKO
- 「キセキ」（編曲）

てるとくん
- 「らぶなびルート」(作曲・編曲）

Chu-Z
- 「絶対零度フレア」（作詞・作曲・編曲）
- 「未来カクレンボ」（補作詞・作曲・編曲）
- 「I’m READY.」（補作曲・編曲）

D-51
- 「わナンバー」（編曲）

とちおとめ25
- 「いちご記念日 (ICHIGO☆MIX)」（編曲）

とばぁば
- 「We are the とばぁば!」（作曲・編曲）
- 「鳥羽大好き音頭」（編曲）

名古屋おもてなし武将隊
- 「あっぱれ陣笠音頭」（編曲）

虹のコンキスタドール
- 「真夜中のテレフォン」（編曲）

NECO PLASTIC
- 「N.P.P.R.」（編曲）
- 「インプット宣言」（作詞・作曲・編曲）

BTOB
- 「JUMP!」（共作詞・編曲）

PiXMiX
- 「タオルを回すための歌」（共作曲・編曲）（作曲は金子麻友美と共作）
- 「你们好！〜ニーメンハオ〜」（作曲・編曲）
- 「卒業レールウェイ」（共作曲・編曲）（作曲は金子麻友美と共作）

FYT
- 「イケナイコトカナ」（編曲）

Flower Notes
- 「ゼンマイ仕掛けのロマンス」（作曲・編曲）

Fragrant Drive
- 「ガルスピ〜Smells Like Girl Spirit〜」（作曲・編曲）
- 「パピナ」（作曲・編曲）

predia
- 「幻はザナドゥ」（編曲）

ボイメンエリア研究生
- 「無敵のOne Way Road」（編曲）

BOYFRIEND
- 「GRIDER」（共作詞）
- 「ROSE」（作詞）
- 「Nobody Knows」（編曲）
- 「Remember」（作詞）
- 「真夏の夜の夢」（作詞）

星野奏子
- 「トゲノマユ (Toy Box Mix)」（編曲）
- 「To my star」（編曲）
- 「恋は白帯、サンシロー」（作詞・作曲・編曲）
- 「シュッパツシンコウ・シサカンコ」（作詞・作曲・編曲）

MUG-MO
- 「扉を開けたら」（編曲）

ますだおかだ
- 「心の旅」（編曲）

マッチョ29
- 「メリメリメリークリスマス 〜never forget memory〜」（編曲）
- 「YD road」（編曲）
- 「男の勲章」（編曲）
- 「M.R.N」（編曲）

祭nine.
- 「オマエもか!?」（編曲）

水瀬いのり
- 「夏の約束」（作詞）

南端まいな
- 「いつまでも」（共作詞・作曲・編曲）

海弓シュリ
- 「Throw Together」（作詞）
- 「badass girl」（作曲・編曲）

山猿
- 「ナミダ」（共作曲・編曲）（作曲は山猿、生田真心と共作）
- 「バカみたい‼︎」（共作曲・編曲・プログラミング）（作曲は山猿と共作）

ラストアイドル
- Someday Somewhere
  - 「いつの日かどこかで」（編曲）

Lead
- 「Giant Steps」（作詞）

リュ・シウォン
- 「君となら」（作詞・編曲・コーラス）
- 「これから」（作詞・編曲・コーラス）

Rev. from DVL
- 「Do my best!!」（作詞）

Kore:ct
- 「ステンダ」（作詞）
- 「RE:有り体」（作詞）

キミのね
- 「あいまいハロー」（作曲・編曲）
- 「レイドバックジャーニー」（作詞・作曲・編曲）（作曲はつむぎしゃちと共作） - アニメ『ゆるキャン△ SEASON3』オープニングテーマ
- 「ぼくの初恋心拍論」（作曲・編曲） - 漫画『塩対応の佐藤さんが俺にだけ甘い@comic』・VRコンテンツ「しおあま Virtual LIVE 桜華祭編」イメージソング
- 「恋愛パクチー」（作曲・編曲） - テレビ東京×デジタルアニメスタジオQzil.la オリジナルMVプロジェクト「KASHIKA」第3弾テーマソング
- 「ハルカナアルカナ」（作曲・編曲） - 藤間麗の漫画『王の獣〜掩蔽のアルカナ〜』コラボレーションソング
- 「アソベンチャー」（作曲・編曲） - ゲーム『魔導物語 フィアと不思議な学校』オープニングテーマ
- 「纏うものがたり」（作曲・編曲） - ゲーム『魔導物語 フィアと不思議な学校』エンディングテーマ

### AKB48グループ
- AKB48
  - 「教えてMommy」（井上トモノリと共編曲）
  - 「マジすかFight」（編曲）
  - 「“ダンシ”は研究対象」（編曲）
  - 「君だけが秋めいていた」（編曲）
  - 「赤いピンヒールとプロフェッサー」（編曲）
  - 「バケット」（編曲）
  - 「制服ビキニ」（編曲）
  - 「君は僕を覚えてるかな?」（編曲）

- SKE48
  - 「心よ 声を上げろ!」（編曲）

- NMB48
  - 「みんな、大好き」（編曲）

- HKT48
  - 「青春の出口」（編曲）
  - 「SNS WORLD」（共作曲・編曲）（作曲は金子麻友美と共作）

### 坂道シリーズ
- 乃木坂46
  - 「悲しみの忘れ方」（編曲）

- 欅坂46
  - 「サイレントマジョリティー」（編曲）
  - 「僕たちの戦争」（編曲）

- 日向坂46
  - 「夏色のミュール」（編曲）
  - 「夢は何歳まで？」（共作曲・編曲）（作曲は金子麻友美と共作）

### スターダストプロモーション関連
- ukka(桜エビ〜ず)
  - 「急なロマンティック」（共作曲・編曲）（作曲は金子麻友美と共作）
  - 「Shining City Lights」（共作曲・編曲）（作曲は金子麻友美と共作）

- Sakurashimeji
  - 「しめじ体操」（共作曲・編曲）

- S★スパイシー
  - 「がけっぷち音頭」（編曲）

- EBiDAN 39&KiDS
  - 「雨上がりの向こうへ」（作詞・作曲・編曲）

- たこやきレインボー
  - 「ミックスジュース」（共作詞・編曲）（作詞は金子麻友美と共作）

- DISH//
  - 「SIGH」（RYUJIと共作詞）

- ときめき♡宣伝部
  - 「フレ! フレ!」（編曲）
  - 「BANBANBAN」（共作詞・共作曲・編曲）（作詞と作曲はANDW、かまやつひろしと共作）
  - 「Ei-Ei-Oh!」（編曲）

- ばってん少女隊
  - 「ふぁんtasy」（作曲）
  - 「OTOMEdeshite」（作詞・作曲）
  - 「でぃすたんす」（作詞・作曲）
  - 「Just mean it!」（作詞・作曲）

- PrizmaX
  - 「Are you ready?」（作曲・編曲）

- ロッカジャポニカ
  - 「放課後アフタースクール」（作詞・編曲）
  - 「ダサくなきゃ信じない」（編曲）

- Ryubi Miyase
  - 「Be Alright」（作詞・作曲・編曲）

- 原因は自分にある。
  - 「原因は自分にある。」（作詞・作曲・編曲）
  - 「ギミギミラブ」（作詞・作曲・編曲）
  - 「嗜好に関する世論調査」（作詞・作曲・編曲）
  - 「Joy to the world」（作詞・作曲・編曲）
  - 「ジュトゥブ」（100回嘔吐と共作詞）
  - 「嘘から始まる自称系」（作曲・編曲）
  - 「シェイクスピアに学ぶ恋愛定理」（作詞・作曲・編曲）
  - 「幽かな夜の夢」（作詞・作曲・編曲）
  - 「柘榴」（作詞・作曲、100回嘔吐と共編曲）
  - 「In the nude」（作曲・編曲、nqrseと共作詞）
  - 「夢に唄えば」（作詞・作曲・編曲）
  - 「犬と猫とミルクにシュガー」（作詞・作曲・編曲）
  - 「以呂波 feat. fox capture plan」（作詞）
  - 「豪雨」（作詞・作曲・編曲）
  - 「青、その他」（作詞・作曲・編曲）
  - 「結末は次のトラフィックライト」（作詞・作曲・編曲）
  - 「545」（作詞・作曲・編曲）
  - 「原因は君にもある。」（作詞・作曲・編曲）
  - 「チョコループ」（作詞・作曲・編曲）
  - 「Q」（作詞・作曲・編曲）
  - 「魔法をかけて」（作詞・作曲・編曲）
  - 「無限シニシズム」（作詞・作曲・編曲）
  - 「Run away」（作詞・作曲・編曲）
  - 「Lion」（作詞・作曲・編曲）
  - 「GOD 釈迦にHip-Hop」（作詞・作曲・編曲）
  - 「THE EMPATHY」（作詞・作曲・編曲）
  - 「余白のための瘡蓋狂想曲」（作詞・作曲・編曲）
  - 「浪漫人 （sole 沼オトコ劇中歌 ver.）」（編曲）
  - 「鳴らしてシンバル」（作詞・作曲・編曲）
  - 「蝋燭」（作詞・作曲・編曲）
  - 「マルチバース・アドベンチャー」（作詞・作曲・編曲）
  - 「Mania」（作詞・作曲・編曲）
  - 「P-P-P-PERO」（作詞・作曲・編曲）
  - 「原因は自分にある。《別解》」（作詞・作曲・編曲）
  - 「Go to the Moon」（作詞・作曲・編曲）
  - 「アビスと清らな銀世界」（作詞・作曲・編曲）
  - 「因果応報アンチノミー」（作詞・作曲・編曲）
  - 「カラフるワンダフル」（作詞・作曲・編曲）
  - 「多分、僕のソネット」（作詞・作曲・編曲）

### ハロー!プロジェクト関連
- アンジュルム
  - 「涙は蝶に変わる」（編曲・プログラミング）

- 岡井千聖 with メロウクアッド
  - 「ブリカツくん音頭」（編曲）

- 清水佐紀・徳永千奈美・須藤茉麻・夏焼雅・菅谷梨沙子
  - 「とちキャラ-ズのテーマ」（編曲）

### STARTO ENTERTAINMENT関連
KAT-TUN
- 「百花繚乱」（編曲）

A.B.C-Z
- 「Revolution」（編曲）
- 「A.B.C-Z with LOVE」（Joe Lawrence・Sam Grayと共編曲）
- 「Dance Monster」（編曲）

なにわ男子
- 「Doki it」（編曲）

Sexy Zone
- 「Perfect Potion」（編曲）

SixTONES
- 「JAPONICA STYLE」（編曲）

HiHi Jets
- 「ZENSHIN」（作詞・作曲）

### アニメ・特撮・ゲームソング
Wake Up, Girls! 
- 「同じ夢を見てる」（編曲）
- 「It’s amazing show time☆」（編曲）
- 「Into The Light」（吉田詩織と共作詞）
- 「青い月のシャングリラ」（編曲）
- 「お約束たいそう」（作詞・作曲・編曲）
- 「bvex Nonstop MEGA Mix1」（リミックス）
- 「bvex Nonstop MEGA Mix2」（リミックス）

からかい上手の高木さん
- 「奏（かなで）」（編曲）
- 「粉雪」（編曲）
- 「キセキ」（編曲）
- 「ありがとう」（編曲）
- 「STARS」（編曲）
- 「あなたに」（編曲）
- 「やさしい気持ち」（編曲）
- 「100万回の「I love you」」（編曲）
- 「夢で逢えたら」（編曲）
- 「Over Drive」（編曲）
- 「ひまわりの約束」（編曲）
- 「学園天国」（編曲）
- 「じょいふる」（編曲）
- 「サンタが町にやってくる」（編曲）
- 「スノーマジックファンタジー」（編曲）
- 「花」（編曲）
- 「明日への扉」（編曲）
- 「天体観測」（編曲）
- 「fragile」（編曲）
- 「君に届け」（編曲）
- 「MajiでKoiする5秒前」（編曲）
- 「LOVEマシーン」（編曲）
- 「若者のすべて」（編曲）
- 「First Love」（編曲）
- 「青いベンチ」（編曲）
- 「クリスマス・イブ」（編曲）
- 「大阪LOVER」（編曲）

喧嘩番長 乙女
- 「MAVERICK」（作詞・作曲・編曲・コーラス）

コープスパーティー
- 「Yesterday to Tomorrow」（編曲）

全力少年達のおうた
- 「愛ジャパン」（編曲）

DIABOLIK LOVERS
- 「吸愛ラビリンス」（編曲）
- 「誓いのカンパネラ」（編曲）

NEBULAS
- 「星だけが知る」（編曲）

花咲くまにまに
- 「万珠屋らぷそでぃ」（編曲・コーラス）

ハマトラ
- 「Flag Day」（編曲）
- 「辿り着くのは」（編曲）

B-PROJECT関連
- B-PROJECT KiLLER KING
  - 「極上フィクション」（編曲）

- B-PROJECT キタコレ
  - 「Mysterious Kiss」（編曲）

ピタゴラス★オールスター
- 「奇跡の星座(Sign)」（編曲）

ひなこのーと
- 「かーてんこーる!!!!!」（編曲）

MARGINAL#4
- 「愛パラドックス」（編曲）
- 「Bingo!!!!」（編曲）
- 「純白い恋人」（編曲）
- 「STAR SYMPHONY #4」（編曲）
- 「恋のAKQJ10」（編曲）
- 「ハニー♥︎ポット」（編曲）

マジきゅんっ!ルネッサンス
- 「Art Session!!!!!!!」（吉田詩織と共作詞）
- 「Dear my special」（吉田詩織と共作詞）
- 「Give you! Smile♡」（作詞・作曲・編曲）

ミス・モノクローム 
- 「ミスモノクローム体操」（作詞）

もし、この世界に神様がいるとするならば。
- 「もしも話」（編曲）

UNICORN Jr.
- 「ワガハイはネコである!!!」（編曲）
- 「Mr.8」（編曲）
- 「in my youth」（編曲）
- 「ヒトカケラ」（編曲）

LAGRANGE POINT
- 「レッドブザービート」（編曲）

WONDERCORONA!
- 「ビバ★ラッ★チュ」（編曲）
- 「裸足のDestiny」（編曲）

若おかみは小学生!
- 「ジンカンバンジージャンプ」（作詞）

ONE PIECE
- 「Dear Sunrise」(編曲・金子麻友美と共作曲）

ウルトラギャラクシーファイト 運命の衝突
- 「Super Nova」（作曲・編曲）

ウルトラヒーローズEXPO 2022サマーフェスティバル
- 「NEXT NEW HERO」（編曲）

暴太郎戦隊ドンブラザーズ
- 「キララ・スマイル」（共作曲・編曲）（作曲は金子麻友美と共作）

【推しの子】
- 「B小町 / POP IN 2」（共作曲・編曲）（作曲はつむぎしゃちと共作）

### サウンドトラック
- テレビ東京系 おはスタ スーパーライブ「Start」オープニング曲 2015年4月〜（作曲・編曲）

## レコーディング参加
ホ・ヨンセン
- 「Crying -Japanese ver.-」（コーラス）
- 「LET IT GO -Japanese ver.-」（コーラス）
- 「Hello Mello -Japanese ver.-」（コーラス）
- 「Everything you」（コーラス）

リュ・シウォン
- 「心の花」（コーラス）

### アニメ・ゲームソング
花咲くまにまに
- 「初楓」（コーラス）
- 「光射す先へ」（コーラス）